# سرودخوان یوکاتان
سرودخوان یوکاتان(نام علمی: Vireo magister) نام یک گونه از سرده سرودخوان است.